# Robert Rounseville
Répertoire
- Les Contes d'Hoffmann (1949 ; + film en 1951)
- The Rake's Progress (1951)
- Brigadoon (1957)
- L'Homme de la Mancha (1965-1972)
...
Robert Field Rounseville, né le 25 mars 1914 à Attleboro (Massachusetts) et mort le 6 août 1974 à New York (État de New York), est un chanteur, acteur et pédagogue américain, généralement crédité Robert Rounseville (parfois Robert Field).

## Biographie
Robert Rounseville étudie le chant (comme ténor) notamment à New York et y débute à Broadway en 1937, dans la comédie musicale Place au rythme (musique de Richard Rodgers, avec Alfred Drake et Mitzi Green).
Sur les planches new-yorkaises, il crée le rôle-titre (aux côtés de Barbara Cook) dans l'opérette de Leonard Bernstein Candide (1956-1957). Puis il crée le rôle du padre dans la comédie musicale de Mitch Leigh L'Homme de la Mancha (1965-1972, avec Richard Kiley dans le rôle-titre).
Toujours à Broadway, mentionnons encore l'opérette de Franz Lehár La Veuve joyeuse (1943-1944, avec Marta Eggerth et Jan Kiepura) et la comédie musicale de Frederick Loewe Brigadoon (1957).
S'illustrant aussi dans le répertoire de l'opéra, Robert Rounseville crée le rôle de Tom Rakewell dans The Rake's Progress d'Igor Stravinsky, en 1951 à La Fenice de Venise (avec Elisabeth Schwarzkopf et Jennie Tourel). Et se produisant au New York City Opera, il y chante entre autres dans Pelléas et Mélisande de Claude Debussy (1948, avec Maggie Teyte) et Les Contes d'Hoffmann de Jacques Offenbach (1949).
Remarqué dans cette dernière œuvre pour son interprétation d'Hoffmann, il est sollicité pour reprendre ce rôle au cinéma à l'occasion du film britannique de 1951 (avec Moira Shearer et Ludmila Tcherina), adaptation sous le même titre réalisée par Michael Powell et Emeric Pressburger.
Toujours au cinéma, il revient dans un second (donc dernier) film, cette fois américain, le film musical Carousel d'Henry King (1956, avec Gordon MacRae et Shirley Jones).
Puis il apparaît à la télévision américaine dans trois opéras et une opérette diffusés lors de séries d'anthologie, dont la version anglaise de Carmen de Georges Bizet (rôle de Don José, 1953), une version abrégée du Mikado d'Arthur Sullivan (1960, avec Dennis King dans le rôle-titre et Groucho Marx) — notons ici qu'il avait interprété The Mikado à Broadway en 1952 —, ou encore la version anglaise des Dialogues des carmélites de Francis Poulenc (1957, avec Leontyne Price).
Également pédagogue, Robert Rounseville meurt prématurément au cours d'une de ses leçons de chant à Carnegie Hall en 1974 (à 60 ans), d'une crise cardiaque.

## Répertoire

### Théâtre musical à Broadway (intégrale)
(comédies musicales, sauf mention contraire)
- 1937 : Babes in Arms, musique de Richard Rodgers, lyrics de Lorenz Hart, livret de Rodgers et Hart, mise en scène de Robert B. Sinclair, chorégraphie de George Balanchine : un membre du gang
- 1938 : The Two Bouquets, opérette, musique de divers auteurs non crédités, lyrics et livret d'Eleanor et Herbert Farjeon, production et mise en scène de Marc Connelly, costumes de Raoul Pène Du Bois : un membre du chœur
- 1938-1939 : Knickerbocker Holiday, musique, arrangements et orchestrations de Kurt Weill, lyrics et livret de Maxwell Anderson, mise en scène de Joshua Logan, décors de Jo Mielziner, direction musicale Maurice Abravanel : un citoyen de New Amsterdam
- 1940 : Higher and Higher, musique de Richard Rodgers, lyrics de Lorenz Hart, livret de Gladys Hurlbut et Joshua Logan, mise en scène de ce dernier, chorégraphie de Robert Alton, décors de Jo Mielziner, costumes de Lucinda Ballard : Soda Jerker / Truckman
- 1943-1944 : La Veuve joyeuse (The Merry Widow), opérette, musique de Franz Lehár, livret original de Victor Léon et Leo Stein, adaptation d'Adrian Ross, Sidney Sheldon et Ben Roberts, chorégraphie de George Balanchine : Jolodon
- 1944 : Robin des Bois (Robin Hood), opérette, musique et lyrics de Reginald De Koven, livret d'Harry B. Smith : rôle-titre
- 1945-1946 : Up in Central Park, musique de Sigmund Romberg, lyrics de Dorothy Fields, livret de Dorothy et Herbert Fields, chorégraphie d'Helen Tamiris : Andrew Munroe
- 1945-1946 : The Day Before Spring, musique de Frederick Loewe, lyrics et livret d'Alan Jay Lerner : Harry Scott
- 1952 : The Mikado, opérette, musique d'Arthur Sullivan, livret de William S. Gilbert : Nanki Poo
- 1952 : The Pirates of Penzance, opérette, musique d'Arthur Sullivan, livret de William S. Gilbert : Frédéric
- 1952 : H.M.S. Pinafore, opérette, musique d'Arthur Sullivan, livret de William S. Gilbert : Ralph Rackstraw
- 1954 : Show Boat, musique de Jerome Kern, lyrics et livret d'Oscar Hammerstein II (d'après le roman éponyme d'Edna Ferber), direction musicale Julius Rudel : Gaylord Ravenal
- 1956-1957 : Candide, opérette, musique de Leonard Bernstein, lyrics de Richard Wilbur et autres, livret original de Lillian Hellman (d'après Candide de Voltaire), mise en scène de Tyrone Guthrie, chorégraphie d'Anna Sokolow, décors d'Oliver Smith, costumes d'Irene Sharaff : rôle-titre
- 1957 : Brigadoon, musique de Frederick Loewe, lyrics et livret d'Alan Jay Lerner, chorégraphie originale d'Agnes de Mille, décors d'Oliver Smith, direction musicale Julius Rudel : Charlie Dalrymple
- 1965-1971 : L'Homme de la Mancha (Man of La Mancha), musique de Mitch Leigh, lyrics de Joe Darion, livret de Dale Wasserman (d'après le roman Don Quichotte de Miguel de Cervantes), chorégraphie de Jack Cole : le padre (rôle repris en 1972)

### Autres lieux (sélection)
(opéras)
- 1948 : Pelléas et Mélisande, musique de Claude Debussy, livret de Maurice Maeterlinck (d'après sa pièce éponyme) (New York City Opera) : Pelléas
- 1949 : Les Contes d'Hoffmann, musique de Jacques Offenbach, livret de Jules Barbier (New York City Opera) : Hoffmann
- 1951 : The Rake's Progress, musique d'Igor Stravinsky, livret de W. H. Auden et Chester Kallman, direction musicale Igor Stravinsky (création à La Fenice de Venise) : Tom Rakewell

## Filmographie

### Cinéma (intégrale)
- 1951 : Les Contes d'Hoffmann (The Tales of Hoffmann) de Michael Powell et Emeric Pressburger (film britannique) : Hoffmann
- 1956 : Carousel d'Henry King (film américain) : Enoch Snow

### Télévision (sélection)
(opéras et opérette diffusés dans le cadre de séries d'anthologie)
- 1953 : Carmen (musique de Georges Bizet, version anglaise) : Don José
- 1957 : Dialogues des carmélites (Dialogues of the Carmelites) (musique de Francis Poulenc, version anglaise) : Chevalier de la Force
- 1960 : The Mikado (musique d'Arthur Sullivan, version abrégée) : Nanki Poo
- 1969 : De la maison des morts (From the House of the Dead) (musique de Leoš Janáček) : Skuratov